# Kolbsheim
Kolbsheim es una localidad y comuna francesa, situada en el departamento de Bajo Rin en la región de Alsacia.
| 508 | 509 | 604 | 633 | 668 | 765 |
| Para los censos de 1962 a 1999 la población legal corresponde a la población sin duplicidades (Fuente: INSEE [Consultar]) |     |     |     |     |     |